# Flickan och odjuret
Flickan och odjuret (La belle et la bête) är en fransk film från 1946 i regi av Jean Cocteau. Handlingen är baserad på sagan Skönheten och odjuret.

## Rollista i urval
- Jean Marais – Odjuret/Prinsen
- Josette Day – Flickan
- Mila Parély – Félicie
- Nane Germon – Adélaide
- Michel Auclair – Ludovic
- Marcel André – Flickans far